# جيريمي نيل
جيريمي نيل (بالإنجليزية: Jeremy Nell)‏ هو رسام كارتون جنوب أفريقي، ولد في 16 مارس 1979 في كيب تاون في جنوب أفريقيا.